# Società Sportiva Amatori Modena 1959
Questa voce raccoglie le informazioni riguardanti l'Amatori Modena nelle competizioni ufficiali della stagione 1959.

## Maglie e sponsor
| 1ª divisa |

## Rosa
| N° | Naz.              | Ruolo | Sportivo         |  |  |  |
| -- | ----------------- | ----- | ---------------- |  |  |  |
| ?  | Italia (bandiera) | P     | Lazzaro Artioli  |  |  |  |
| ?  | Italia (bandiera) | E     | Claudio Brezigar |  |  |  |
| ?  | Italia (bandiera) | E     | Luigi Dagnino    |  |  |  |
| ?  | Italia (bandiera) | E     | Diego Marchetto  |  |  |  |
| ?  | Italia (bandiera) | E     | Marzoli          |  |  |  |
| ?  | Italia (bandiera) | E     | Luciano Pedretti |  |  |  |
| ?  | Italia (bandiera) | E     | Flaminio Rinaldi |  |  |  |
| ?  | Italia (bandiera) | E     | Gastone Tavoni   |  |  |  |

- Allenatore: ?